# Dalfsen
Dalfsen és un municipi de la província d'Overijssel, al centre-est dels Països Baixos. L'1 de gener de 2021 tenia 28.901 habitants repartits per una superfície de 166,50 km² (dels quals 1,36 km² corresponen a aigua). Limita al nord amb Staphorst i Hardenberg, a l'oest amb Zwolle, a l'est amb Ommen i al sud amb Raalte.

## Nuclis de població
| Nucli       | Població |
| ----------- | -------- |
| Dalfsen     | 14.860   |
| Nieuwleusen | 9.300    |
| Lemelerveld | 4.740    |
| Hoonhorst   | 720      |
| Oudleusen   | 555      |
| Ankum       | 90       |
| Font:       |          |

## Ajuntament
Des del 14 de gener del 2019, l'alcalde del municipi és Erica van Lente del PvdA. Els 21 membres del consistori municipal són, des del 2022:
| Partit           | Escons |
| ---------------- | ------ |
| Gemeentebelangen | 8      |
| CDA              | 6      |
| ChristenUnie     | 3      |
| PvdA             | 2      |
| D66              | 1      |
| VVD              | 1      |
| Font:            |        |

## Agermanaments
- Hörstel (Alemanya)[4]